# Kosta Barbarouses
Kosta Barbarouses (in greco: Κώστας Μπαρμπαρούσης, Kōstas Mparmparousīs; Wellington, 19 febbraio 1990) è un calciatore neozelandese di origini greche, attaccante del Wellington Phoenix e della nazionale neozelandese.

## Carriera

### Club
Ha esordito nel calcio professionistico con la maglia del Team Wellington, con il quale ha segnato 2 gol. Barbarouses fu ufficialmente ingaggiato dal Wellington Phoenix il 4 maggio 2007, diventando il più giovane calciatore ad aver mai giocato per la squadra. Fece il suo debutto nella A-League il 21 ottobre, entrando all'86º minuto della sfida contro il Central Coast Mariners FC. Il suo primo gol risale invece al 18 gennaio 2009, durante la partita contro l'Adelaide United. È andato nuovamente a segno il 1º novembre 2009, andando in gol contro il Sydney F.C. con un tiro al volo che scavalcò il portiere Clint Bolton, dopo aver sostituito Leo Bertos. Il 4 novembre 2009 esordisce da titolare contro il Newcastle Jets, giocando tutta la partita e servendo un assist al compagno di reparto Chris Greenacre. Nel febbraio 2010 ha firmato un contratto di tre anni con il Brisbane Roar..

### Nazionale
Barbarouses fu il capitano nei mondiali under-17 del 2007 in Corea, segnando la tripletta decisiva che portò la sua nazionale alla fase finale del mondiale. Conta 4 presenze anche in Nazionale maggiore, debuttandovi il 19 novembre 2008 in una partita contro Figi valida per la Coppa delle nazioni oceaniane 2008. Comprendendo tutte le categorie giovanili, Barbarouses ha segnato 29 gol in nazionale.

## Palmarès

### Club

#### Competizioni nazionali
- Premier's Plate: 3

Brisbane Roar: 2010-2011
Melbourne Victory: 2014-2015
Sydney FC: 2019-2020
- Campionato australiano: 4

Brisbane Roar: 2010-2011
Melbourne Victory: 2014-2015, 2017-2018
Sydney FC: 2019-2020

### Nazionale
- Coppa d'Oceania: 2

Papua Nuova Guinea 2016, Figi/Vanuatu 2024